# Mossack Fonseca
Mossack Fonseca & Co. fue el bufete de abogados de Panamá objeto de la filtración informativa denominada «Papeles de Panamá». Tenía representación en muchos países del mundo a través de 44 filiales, nueve de ellas en China. La compañía, que fue fundada en 1977 por Jürgen Mossack y Ramón Fonseca Mora, se especializaba en derecho comercial, servicios fiduciarios, asesoría de inversiones y estructuras internacionales. La firma fue una de las siete que en conjunto representan más de la mitad de las compañías constituidas en Panamá. El bufete también albergaba a varias compañías dentro de sus oficinas. También ofrecía servicios en el campo de la propiedad intelectual y derecho marítimo.

## Controversias
La firma, según revelan varias investigaciones  realizadas a partir de 2014 —la principal y más contundente de ellas iniciada en 2015 y plasmada en el análisis periodístico publicado a partir de abril de 2016 como Panama Papers)— habría ayudado a ciudadanos extranjeros a evadir las leyes tributarias locales y al ocultamiento de propietarios de empresas de papel para cometer otros actos ilícitos. También ha sido acusada de trabajar con gente asociada a gobernantes de África y Oriente Medio como Bashar al-Ásad de Siria o Muamar el Gadafi, de Libia, para ayudarles a eludir las sanciones internacionales.

### Lavado de dinero en Argentina
En 2014, MF Corporate Services fue citado por un fondo de cobertura. El juicio internacional comenzó en 2024.
Según constataron diferentes medios, Monsseca proporcionó servicios a través de la firma Fleg Tranding Ltd., asentada en las islas Bahamas, que funcionó desde 1998 hasta 2009. Investigaciones se centraron en el rol del funcionario público Pablo Clusellas, quién ocupó un rol de referencia para Mossack Fonseca durante 10 años a través del estudio Romero, Zapiola, Clusellas, Monpelat, y estaba catalogado como «intermediario», un término que en Panamá es utilizado para los abogados que ofician de nexo con los verdaderos dueños y sus testaferros. Estos intermediarios son utilizados para el lavado de dinero, en sobornos, para organizar la estructura jurídica y contable, y para el desvío de dinero público. Todo ello fue investigado por el diario Süddeutsche Zeitung.
A pesar de sostener un discurso de transparencia, el presidente Mauricio Macri sufrió un duro golpe cuando medios de comunicación oficialistas descubrieron su participación en cincuenta empresas offshore. Luego del 3 de abril de 2016 quedaron claras algunas de las maniobras legales e ilegales con las que el presidente argentino operó movimientos multimillonarios de dólares.
Según informaciones periodísticas, «el Grupo Macri tiene 50 sociedades offshore distribuidas en guaridas fiscales en todo el mundo: Panamá, Hong Kong, Bahamas, Londres, Belice, Dubai, British Virgin Island, Grand Cayman y Florida. La última que apareció operó con una cuenta corriente de la Banca della Svizzera Italiana, con sede en Nueva York y realizó giros por más de 50 millones de dólares».
La firma Fleg Trading Ltd. fue sólo la primera de las empresas que el Consorcio Internacional de Periodistas de Investigación (ICIJ, por sus siglas en inglés) logró descubrir que es dirigida por Mauricio Macri, su hermano, Mariano y su padre, Franco.

### Commerzbank
En febrero de 2015, la firma fue implicada en la investigación del gobierno de Alemania sobre esquemas de lavado de dinero y evasión fiscal en Commerzbank.

### Operação Lava Jato
En enero de 2016, empleados de la firma en la oficina de Brasil fueron acusados en relación , como el mayor escándalo de corrupción de la empresa Petrobras. Un juez señaló que «Mossack Fonseca proveyó servicios para la apertura de sociedades offshore, y al menos cuatro agentes fueron involucrados en un esquema de lavado de dinero». La firma respondió que la oficina es una "franquicia" y no está controlada por la sede en Panamá.
El 10 de febrero de 2017 tanto Ramón Fonseca Mora como Jürgen Mossack fueron detenidos provisionalmente, debido a investigaciones al bufete de abogados, que quedó formalmente incluido en la Operación Lava Jato. Ambos abogados están siendo investigados por las autoridades judiciales panameñas por blanqueo de capitales, sin embargo, el 21 de abril de 2017 se les concedió una fianza de excarcelación por medio millón de balboas y cambio de medida a impedimento de salida del país sin autorización judicial, hasta concluir las investigaciones.

### Filtración de losPanama Papers
El 3 de abril de 2016, se anunció que una gran cantidad de documentos confidenciales del bufete habían sido filtrados. Los llamados Panama Papers revelan cómo sus asociados escondieron miles de millones de dólares en paraísos fiscales. Los documentos, que contienen 2,6 terabytes de datos, cubren casi 40 años de registros de las transacciones y negocios de Mossack Fonseca.
El análisis de los datos —recibidos inicialmente por el periódico alemán Süddeutsche Zeitung y analizados durante un año en conjunto con 400 periodistas del Consorcio Internacional de Periodistas de Investigación — muestra que el principal objetivo de la empresa de abogados ha sido ayudar a sus clientes a fundar empresas offshore con diversos objetivos, varios de ellos ilícitos, como la evasión tributaria, el ocultamiento de activos que debían declararse en cumplimiento de leyes locales de transparencia (declaración de conflicto de interés) o la transgresión de normas internacionales, como el sorteo de sanciones comerciales que pesaban sobre países en guerra, como en el caso de Siria, Corea del Norte o Zimbabue. La firma ha respondido negando toda participación en los hechos, afirmando que las personas nombradas en la filtración no son sus clientes y anunciando además que tomará medidas legales en contra del uso de información obtenida por medios ilícitos. Sin embargo, el análisis de los documentos filtrados ha continuado, revelando además que los agentes de servicios de inteligencia, en particular de la CIA, han utilizado durante décadas los servicios de Mossack Fonseca para dar una cobertura legal a sus operaciones secretas.
El conjunto de archivos filtrados está formado por 11,5 millones de documentos del periodo entre 1977 y 2015: certificados de fundación de sociedades y empresas; contratos de préstamos y créditos; facturas; correos electrónicos, fax y cartas; pasaportes y otros documentos identidad; estados de cuenta bancaria en formato PDF; fotos, imágenes y textos en archivos digitales. Del análisis de estos documentos, el equipo internacional de periodistas concluyó que Mossack Fonseca ayudó a más de 14 000 clientes a fundar 214 488 firmas en 21 paraísos fiscales diferentes.

## Cierre de operaciones y juicio
Tras el escándalo de los Panama Papers, la empresa anunció el 14 de marzo de 2018 el cierre total de sus operaciones en Panamá y 40 países para finales del mismo mes.
Los fundadores del despacho Mossack Fonseca están siendo juzgados desde el pasado 26 de junio de 2023 en un tribunal en Ciudad de Panamá por presunto blanqueo de capitales. La fiscalía ha pedido para Jürgen Mossack y Ramón Fonseca, creadores de la marca, hasta 12 años de cárcel por ocultar activos vinculados al caso «Lava Jato». Además, solicitó condenas para otras 26 personas y la absolución de otros cuatro imputados.
El 9 de mayo de 2024 falleció el socio y cofundador Ramon Fonseca Mora, a los 71 años.